# Sergio Brotfeld
Sergio Brotfeld Scudin (Santiago, 15 de febrero de 1927-Providencia, 24 de marzo de 2015) fue un periodista deportivo chileno.
Fue miembro de la Comisión Organizadora del Copa Mundial de Fútbol de 1962, así como también de la Copa Mundial de Fútbol Juvenil de 1987 y la Copa América 1991. Además, fue gerente general del Comité Olímpico de Chile (COCh), y entre 1990 y 1994 ocupó el cargo de subdirector de la Dirección General de Deportes y Recreación (Digeder).
Fue hijo de padre rumano y de madre argentina y seleccionado nacional de baloncesto.

## Trayectoria periodística
Sus inicios en la radio fueron en Agricultura, donde ingresó como relator deportivo mediante un concurso de aficionados.
Ingresó posteriormente a la televisión, desarrollando desde 1962 el programa Goles y marcas en Canal 9 y posteriormente Show de goles en UCV Televisión, desde 1977 hasta 1985.
En 1988 recibió el Premio Nacional de Periodismo Deportivo.  En 1995 fue uno de los fundadores del programa deportivo Al aire libre en Cooperativa, emitido por dicha radioemisora.
Fue columnista de La Tercera, presidente del Círculo de Cronistas Deportivos Radiales, vicepresidente del Círculo de Periodistas Deportivos y del Colegio de Periodistas de Chile.
Recibió los premios «Maestro del Periodismo Deportivo» y «Personaje Radial» en 2012. El año 2011 recibió el "Premio Raúl Prado Cavada" por su aporte al Periodismo Deportivo, distinción que anualmente otorga Colo-Colo a un periodista deportivo destacado.

## Premios
| Premio                                                   | Año  |
| -------------------------------------------------------- | ---- |
| Premio Nacional de Periodismo Deportivo                  | 1988 |
| Premio a la Trayectoria Periodística de El Gráfico Chile | 2011 |
| Premio Raúl Prado Cavada                                 | 2011 |
| Maestro del Periodismo Deportivo                         | 2012 |
| Personaje Radial del año                                 | 2012 |